# Kamelia mała
Kamelia mała, kamelijka (Camellia sasanqua) – gatunek rośliny z rodziny herbatowatych. Pochodzi z Japonii, z wysp Kiusiu i Riukiu.

## Morfologia
PokrójWiecznie zielony krzew o wysokości 3-5 m.
LiścieBłyszczące na górnej stronie, eliptyczne lub podłużnie eliptyczne o piłkowanych brzegach.
KwiatyWyrastają pojedynczo, lub po kilka w kątach liści. Są pachnące, duże (średnica do 7 cm), różowe lub czerwone. Mają 5-7 działkowy kielich, 5-7 płatkową koronę, 1 słupek i liczne pręciki.
OwocPółkulista lub jajowata torebka z licznymi nasionami.

## Zastosowanie
- Roślina ozdobna: W krajach o cieplejszym klimacie (Strefy mrozoodporności 9-11) jest uprawiana jako roślina ogrodowa, rozpina się ją na ścianach domów, robi z niej żywopłoty[6]. Na większą skalę uprawiana jest w Indochinach, Japonii, południu Ameryki Północnej i Rosji[5]. U nas czasami uprawiana w szklarniach oraz jako roślina doniczkowa.
- Olej z nasion jest używany jako tłuszcz jadalny oraz do produkcji mydła. Aromatyczne liście są dodawane do niektórych gatunków herbaty[5].

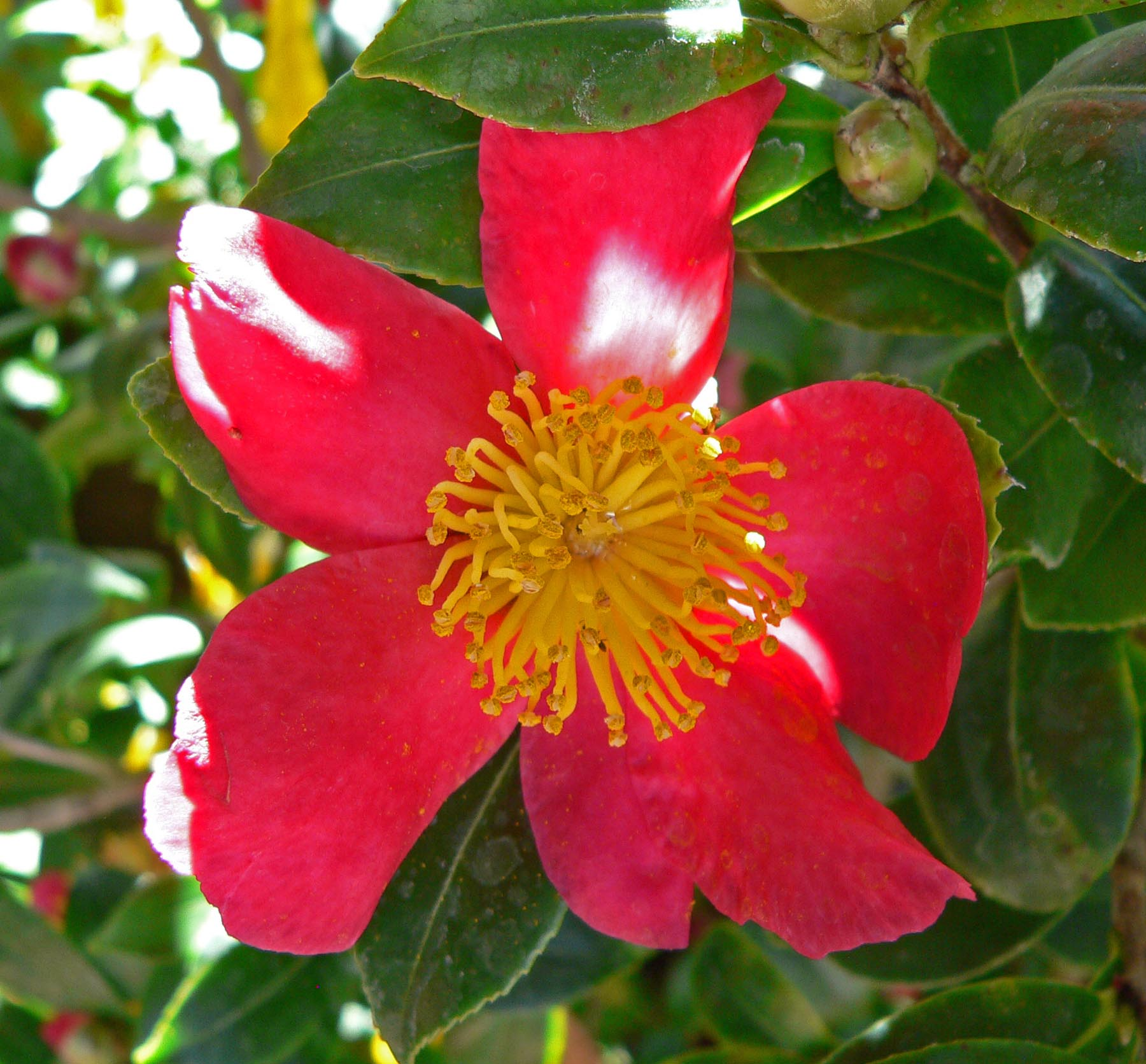
Kwiat odmiany 'Yuletide'